# Berk Music
Berk Music, soms ook wel Berk Music Productions genoemd, is een Nederlands platenmaatschappij die eind jaren 90 werd opgericht door Adrie van den Berk en zich huisvest in Eindhoven. De naam van het bedrijf stamt af van de genoemde oprichter.
De platenmaatschappij heeft zicht gespecialiseerd in vrolijke Nederlandstalige muziek.

## Artiesten

### Huidige artiesten
Hieronder een overzicht met bekende artiesten die aangesloten zitten bij platenmaatschappij Berk Music:
- Arjon Oostrom
- Bonte Carlo
- Brace
- Brian More
- Cooldown
- Danny Froger
- De Alpenzusjes
- De Havenzangers
- Dean Saunders
- Django Wagner
- DJ Rubin
- Double DJ's
- Emilie Sleven
- Ferry de Lits
- Frank Smeekens
- Gebroeders Ko
- Gebroeders Rossig
- Haas

- Het Feestteam
- Huub Hangop
- Jack van Raamsdonk
- Jan Biggel
- Jan van Est
- Jeffrey Heesen
- Jeroen van Zelst
- Joeri Plaizier
- Kidspop
- Lawineboys
- Marco de Hollander
- Marco Kanters
- Metzzo
- Michella Kox
- Mike Alderson
- Monique Smit
- Nelis Leeman

- Niet teverMeijde
- Pascal Redeker
- Pater Moeskroen
- René Schuurmans
- Robert Pater
- Roy Donders
- Schorre Chef & MC Vals
- Snollebollekes
- Special Krew
- Stamppot
- Tilt
- Toni Peroni
- Vieze Jack
- Wilbert Pigmans
- Zanger Alex
- Zwarte Loonwerker

### Voormalige artiesten
Hieronder een selectie van bekende artiesten die aangesloten waren bij platenmaatschappij Berk Music:
- Antonio
- Arie Ribbens
- Dirk Meeldijk
- Corry Konings
- Ed Nieman
- Gordon
- Hanny
- Henk Leeuwis
- Grad Damen
- Jolanda Zoomer
- John de Bever
- Marianne Weber
- René Becker
- René Karst
- Stef Ekkel
- Wesley Klein
- Zware Jongens

## Bekende nummers
Hieronder een selectie van bekende nummers die uit zijn gebracht door platenmaatschappij Berk Music:
- Ik heb een toeter op m'n waterscooter (2002)
- Lief klein konijntje (2006)
- De woonboot (2006)
- Laat de zon in je hart (2007)
- Kali (2009)
- Ik ben gelukkig zonder jou (2011)
- Vrouwkes (2013)
- Links rechts (2015)
- Liever te dik in de kist (2016)
- Feestmuts (2016)
- Ik moet zuipen! (2017)
- Feest waarvan ik morgen niks meer weet (2018)
- Dochter van de groenteboer (2018)
- Total loss (2019)
- Ons moeder zeej nog (2020)
- Van mij alleen (2020)
- Leuke sfeer wel (2020)
- Beuk de ballen uit de boom (2020)
- Sorry voor de overlast (2022)
- Hullemaal kapot (2023)

## Prijzen
Berk Music heeft met verschillende nummers die zij over de jaren heen hebben uitgebracht meerdere Gouden Platen en Platina Platen bemachtigt. Daarnaast werd oprichter Adrie van den Berk dankzij zijn werk met de platenmaatschappij in oktober 2020, tijdens de Buma NL Awards, beloond met de Industry Award; de prijs ‘voor de persoon die gedurende een langere periode een belangrijke bijdrage heeft geleverd aan de Hollandse muziekcultuur’.